# Венди Дарлинг
Венди Мойра Энджела Дарлинг (англ. Wendy Moira Angela Darling) — героиня нескольких произведений Джеймса Барри о Питере Пэне, а также значительного числа произведений по мотивам. Типичная дочь в семье, принадлежащей к среднему классу. Исследователи отмечают, что Венди — одна из множества идеализированных викторианских маленьких девочек, а автор через неё, одновременно дочь дома и мать в Нетландии, исследует границу между детьми и взрослыми. Ощущение трагедии взросления, неизбежной для девочки викторианской и эдвардианской эпох, является темой большинства работ Джеймса Барри.

## Общие сведения
Все женщины в семье Венди проходят цикл: дочь в английском семействе, затем мать в Нетландии, а затем мать в Англии, причём наказанием за то, что они выросли, служит как порицание автора, так и забвение; отцы же в то же время остаются частично мальчиками. На протяжении истории Венди показана более зрелым человеком, чем Питер: она знает, что значит «целоваться», а Питер остаётся в неведении даже после того, как Венди целует его. В Нетландии Венди, как самая старшая, дольше всех помнит о доме и рассказывает остальным детям истории о нём и о настоящей семье со взрослыми родителями. Она занимается традиционной для викторианской матери работой — штопкой, уборкой и заботой о детях.
В финале истории Питер, ошеломлённый тем, что Венди выросла, забирает вместо неё в Нетландию её дочь. Хотя в детстве они играли в родителей, повзрослевшая Венди говорит Питеру о том, что не может отправиться с ним в путешествие, ведь она больше не молода и не невинна. С другой стороны, в отличие от постоянно одинокого Питера, она не заперта в бесконечном цикле возвращений в Нетландию, а счастлива в своей новой роли — в качестве настоящей матери, так как все женские персонажи у Барри (включая собаку Нэну) видят своё предназначение исключительно в материнстве.
Оппонентами Венди, домашнему ребёнку-англичанке, в социальном и личном плане выступают эротизированная ирландка из рабочего класса Динь-Динь и экзотическая дикая индианка Тигровая Лилия. Динь-Динь сперва ненавидела Венди и несколько раз пыталась избавиться от неё, но позже они подружились. С другой точки зрения, вражда Питера и капитана Крюка в воображаемом мире находит параллели в антагонизме Венди и Питера — противостоянии реального и воображаемого.
Имя героини — Венди — вероятно, придумано автором под влиянием Маргарет Хенли, дочери его друга, с которой он также был дружен. При этом, детей называли «Венди» и до выхода книг о Питере Пэне, но значительно реже.

## В произведениях

### В фильмах и мультфильмах
- Питер Пэн (1924) — роль сыграла Мэри Брайан.
- Питер Пэн (1953) — мультфильм, роль озвучила Кэтрин Бомонт.
- Питер Пэн (1987) — роль сыграла Елена Попкова, озвучила Татьяна Аксюта, вокал — Ирина Понаровская.
- Питер Пэн и пираты (1990) — мультфильм, озвучен Кристиной Лэнг.
- Капитан Крюк (1991) — фильм, роль постаревшей Венди исполняет Мэгги Смит, а молодой — Гвинет Пэлтроу.
- Питер Пэн 2: Возвращение в Нетландию (2002) — мультфильм, роль озвучила Кэт Сьюси.
- Питер Пэн (2003) — роль сыграла Рейчел Херд-Вуд.
- Феи (2008) — мультфильм, роль озвучила Америка Янг.
- Однажды в сказке — сериал. Фрея Тингли снялась в роли Венди Дарлинг.
- Питер Пэн и Венди (2023) — фильм, роль исполнила Эвер Андерсон.

### На телевидении
В первых двух трансляциях бродвейского мюзикла «Питер Пэн» Венди играла Кэтлин Нолан. В постановке 1960 года её место заняла Морин Бейли (англ. Maureen Bailey). В нескольких телеспектаклях роль юной Венди исполнила Брайони Макробертс. В аниме Приключения Питера Пэна Венди представлена сорванцом, вторая часть сериала содержит независимую от оригинала сюжетную линию, в которой Венди играет главную роль.